# Crosville-la-Vieille
Crosville-la-Vieille település Franciaországban, Eure megyében. Lakosainak száma 610 fő (2022. január 1.). Crosville-la-Vieille Iville, Marbeuf, Le Neubourg, Saint-Aubin-d’Écrosville, Le Tremblay-Omonville és Sainte-Colombe-la-Commanderie községekkel határos.

## Népesség
A település népességének változása:
| Lakosok száma | 240  | 276  | 427  | 555  | 581  | 588  | 603  | 608  | 604  | 610  |
|               | 1968 | 1982 | 1990 | 2006 | 2013 | 2015 | 2017 | 2019 | 2020 | 2022 |